# Cryptococcus gattii
Cryptococcus gattii es una levadura encapsulada que se encuentra principalmente en climas tropicales y subtropicales. Su teleomorfo es Filobasidiella  bacillispora, un hongo filamentoso que pertenece a la clase Tremellomycetes.  
Cryptococcus gattii causa, en seres humanos, una enfermedad pulmonar, la criptococosis (infección pulmonar), meningitis basal, y cryptococcomas cerebral. Ocasionalmente, el hongo está asociado con infecciones de la piel, tejidos blandos, nódulos linfáticos, huesos, y articulaciones. En años recientes, ha aparecido en Columbia Británica, Canadá. Desde 1999 hasta comienzos de 2008, doscientas dieciséis personas se han infectado en Columbia Británica con C. Gatti, y ocho murieron de complicaciones derivadas de  esto. El hongo además infecta animales como perros, koalas y delfines. En 2007, el hongo apareció por primera vez en los Estados Unidos, en el Condado de Whatcom, Washington y en abril de 2010 ha pasado a Oregón. La cepa más recientemente identificada, designada VGIIc, es particularmente virulenta, habiendo causado la muerte de 5 de 21 casos humanos identificados.

## Nomenclatura
C. gattii previamente ha tendido diferentes nombres incluyendo
- Cryptococcus neoformans var gattii
- Cryptococcus bacillisporus

## Etimologia
El nombre del género Cryptococcus viene del griego clasico κρυπτός (kruptós), "oculto", y κόκκος (kókkos), "esfera". El nombre de la especie gattii viene del micologo italiano Franco Gatti.

## Resumen
La enfermedad Cryptocóccica es muy rara y puede afectar los pulmones (pneumonia) y sistema nervioso (causando meningitis y lesiones cerebrales focales llamadas criptococcomas) en humanos. La principal complicación de la infección pulmonar es la insuficiencia respiratoria . La infección del sistema nervioso central puede conducir a  hidrocefalia, convulsiones y déficit neurológico focal.

## Epidemiología
Las más altas incidencias de infecciones por C. gattii  se dan en Papua Nueva Guinea y Australia septentrional. Se han reportado también casos en India, Brasil, la isla de Vancouver, Canadá, estado de Washington, y Oregón.
A diferencia de Cryptococcus neoformans, C. gattii no está asociado particularmente con el virus de inmunodeficiencia adquirida u otras formas de inmunosupresión. El hongo puede causar la enfermedad en personas sanas.

## Transmisión
La infección se produce al inhalar esporas. El hongo no se trasmite de persona a persona o desde animal a persona. Una persona con enfermedad criptocóccica no es contagiosa.

## Síntomas
La mayoría de las personas expuestas al hongo  no llegan a enfermarse. En aquellos que se enferman, los síntomas pueden llegar a aparecer muchas semanas o meses después de la exposición . Los síntomas son:
- Tos prolongada (dura semanas o meses)
- Producción de esputo
- Dolor torácico fuerte
- Falta de aire inexplicable
- Sinusitis (infección, dolor, presión)
- Dolor de cabeza severo (meningitis, encefalitis, meningoencefalitis)
- Cuello rígido (rigidez prolongada severa de la nuca)
- Dolor muscular (suave a severo, local o difuso)
- Fotofobia (excesiva sensibilidad a la luz)
- Visión borrosa o doble
- Irritación ocular (infección, dolor, enrojecimiento)
- Déficits focales neurológicos
- Fiebre (delirio, alucinaciones)
- Confusión (cambios anormales de comportamiento, oscilaciones de humor inapropiadas)
- Convulsiones
- Asistolia
- Mareo
- Sudor nocturno
- Pérdida de peso inexplicable
- Náusea (con vómito o sin él)
- Lesiones en la piel (rashes, escamas, placas, pápulas, nódulos, ampollas, tumores subcutáneos tumores o úlceras)
- Letargo
- Apatía

## Diagnóstico
Cultivo de  esputo, lavado broncoalveolar, biopsia de pulmón, fluido cerebrospinal o biopsia de cerebro, los especímenes en agar selectivo permite diferenciaión entre C. gattii y C. neoformans.
Se pueden usar técnicas moleculares especializadas para  Cryptococcus de especímenes que fallan en cultivo.
La prueba de antígeno de Suero y CSF criptocócccica es una prueba preliminar útil para la infección criptococcica, y tiene una alta sensibilidad para detectar la enfermedad. No distingue entre diferentes especies de Cryptococcus.

## Tratamiento
El tratamiento médico consiste de prolongada terapia intravenosa  (durante 6–8 semanas o más) con una droga antifúngica Anfotericina B, o en su  formulación convencional o lipídica. La adición de terapia intravenosa u oral de flucitosina mejora la tasa de respuesta. Fluconazol oral se administra entonces por seis a ocho meses o más.
Los antifúngicos solos son, a menudo, insuficientes para la cura de las infecciones por C. gattii ,  y la cirugía para resecar pulmones infectados (lobectomía) o cerebro es a menudo requerido.  shunts ventriculares y depósitos de Ommaya se emplean algunas veces en el tratamiento de las infecciones del sistema nervioso central.